# Unfollow
Unfollow — серия комиксов, которую в 2015—2017 годах издавала компания Vertigo.

## Синопсис
Умирающий богач завещает своё состояние 140 людям, которое будет поделено поровну. Его получат, по крайней мере, те, кто сам останется в живых.

## Коллекционные издания
| Название                         | Тип            | Дата выхода    | Собранный материал | Кол-во страниц | ISBN                       | Предполагаемый объём продаж (первый месяц) |
| -------------------------------- | -------------- | -------------- | ------------------ | -------------- | -------------------------- | ------------------------------------------ |
| Unfollow Vol. 1: 140 Characters  | Мягкая обложка | 18 мая 2016    | Unfollow #1-6      | 144            | 978-1401262747, 1401262740 | 1 766, позиция в Северной Америке — 43     |
| Unfollow Vol. 2: God is Watching | Мягкая обложка | 11 января 2017 | Unfollow #7-12     | 144            | 978-1401267230, 1401267238 | 1 049, позиция в Северной Америке — 83     |
| Unfollow Vol. 3: Turn It Off     | Мягкая обложка | 2 августа 2017 | Unfollow #13-18    | 144            | 978-1401270964, 1401270964 | 918, позиция в Северной Америке — 117      |

## Отзывы
На сайте Comic Book Roundup серия имеет оценку 8,5 из 10 на основе 73 рецензий. Дженнифер Ченг из Comic Book Resources посчитала, что дебютный выпуск «слишком сильно полагается на свою концепцию и не использует напряжение на максимум». Мэт Эльфринг из Comic Vine дал первому выпуску 4 звезды из 5 и написал, что «Unfollow имеет большой потенциал, даже если у него не самое сильное начало». Джордан Ричард из AIPT отмечал, что дебют написан и нарисован не плохо, но в то же время подчёркивал, что он «не особо захватывающий или завораживающий». Рич Джонсон, создатель сайта Bleeding Cool, сравнил комикс с сериалом «Игра в кальмара».